# Johnston (Familienname)
Johnston ist ein ursprünglich ortsbezogener englischer Familienname schottischer Herkunft, abgeleitet von dem Namen einer schottischen Stadt mit der Bedeutung „Johns Stadt“ (engl.: John’s town).

## Namensträger

### A
- Abby Johnston (* 1989), US-amerikanische Wasserspringerin
- Adrian Johnston (* 1961), britischer Filmkomponist
- Alan Johnston (* 1962), britischer Journalist
- Albert Johnston (1880–1941), kanadischer Fußballspieler
- Albert S. Johnston (1803–1862), US-amerikanischer General
- Alexander von Johnston (1791–1866), deutscher Generalmajor
- Alexander Keith Johnston (Kartograf, 1804) (1804–1871), schottischer Kartograf und Forschungsreisender
- Alexander Keith Johnston (Kartograf, 1844) (1844–1879), schottischer Kartograf und Forschungsreisender
- Alistair Johnston (* 1998), kanadischer Fußballspieler
- Andrew Johnston (Schauspieler), kanadischer Schauspieler
- Andrew Johnston (Journalist) (* 1963), neuseeländischer Journalist und Poet
- Andrew Johnston (Golfspieler) (* 1989), englischer Golfspieler
- Andrew Johnston (Sänger) (* 1994), britischer Sänger
- Andrew James Johnston (* 1966), deutscher Anglist und Hochschullehrer
- Ann Johnston (1929–2022), kanadische Eiskunstläuferin, siehe Ann Colman
- Anna Johnston (1864–1902), irische Schriftstellerin und Dichterin
- Araba Evelyn Johnston-Arthur, österreichische Menschenrechtlerin, Soziologin, Kuratorin und Schauspielerin
- Arthur Johnston (1898–1954), US-amerikanischer Komponist
- Arthur Lawson-Johnston, 3. Baron Luke (1933–2015), britischer Adliger
- Atina Johnston (* 1971), kanadische Curlerin
- Audrey Lawson-Johnston (1915–2011), US-amerikanische Überlebende des Lusitania-Untergangs
- Augie Johnston (* 1986), US-amerikanischer Basketballspieler

### B
- Basil Johnston (1929–2015), kanadischer Ethnologe, Stammesmitglied der Ojibwa
- Becky Johnston (* 1956), US-amerikanische Drehbuchautorin
- Ben Johnston (Benjamin Burwell Johnston; 1926–2019), US-amerikanischer Komponist
- Bennett Johnston (1932–2025), US-amerikanischer Politiker
- Berry Johnston (* 1935), US-amerikanischer Pokerspieler
- Beverley Johnston (* 1957), kanadische Perkussionistin
- Bill Johnston (William Johnston; 1894–1946), US-amerikanischer Tennisspieler
- Bill Johnston (Cricket) (1922–2007), australischer Cricketspieler
- Billy Johnston (1901–1964), schottischer Fußballspieler
- Bob Johnston (1932–2015), US-amerikanischer Musikproduzent
- Brandon Johnston, US-amerikanischer Schauspieler und Synchronsprecher
- Brian Johnston (Kommentator) (Johnners; 1912–1994), britischer Cricketkommentator
- Brian Johnston (Hockeyspieler) (1933–1998), neuseeländischer Hockeyspieler
- Brian Johnston (Rugbyspieler) (* 1958), australischer Rugby-League-Spieler
- Brian Johnston (Footballspieler, 1962) (* 1962), US-amerikanischer American-Football-Spieler
- Brian Johnston (Footballspieler, 1986) (* 1986), US-amerikanischer American-Football-Spieler
- Brian S. Johnston, Filmproduzent
- Bruce Johnston (* 1942), US-amerikanischer Musiker und Komponist

### C
- Cameron Johnston (* 1970), australischer Ringer
- Census Johnston (* 1981), samoanischer Rugby-Union-Spieler
- Charles Johnston (Politiker) (1793–1845), US-amerikanischer Jurist und Politiker
- Charles Johnston (Theosoph) (1867–1931), nordirischer Journalist, Autor und Theosoph
- Charles Johnston, Baron Johnston of Rockport (1915–2002), britischer Politiker
- Charles Clement Johnston (1795–1832), US-amerikanischer Politiker
- Charles Edward Johnston (1899–1971), kanadischer Politiker
- Charles Hepburn Johnston (1912–1986), britischer Diplomat und Schriftsteller
- Charles John Johnston (1845–1918), neuseeländischer Politiker
- Claire Johnston (1940–1987), US-amerikanische Filmtheoretikerin
- Clint Johnston (1915–1975), US-amerikanischer Drehbuchautor
- Craig Johnston (* 1960), australischer Fußballspieler

### D
- Daniel Johnston (1961–2019), US-amerikanischer Songwriter und Künstler
- Darren Johnston, kanadischer Musiker
- Daryl Johnston (* 1966), US-amerikanischer American-Football-Spieler
- David Johnston (Komponist) (* 1931), amerikanisch-österreichischer Komponist
- David Johnston (* 1941), kanadischer Rechtswissenschaftler und Generalgouverneur
- David Johnston (Rugbyspieler) (* 1958), schottischer Rugby-Union-Spieler
- David Johnston (Leichtathlet) (* 1961), australischer Sprinter
- David Johnston (Geisteswissenschaftler), Geisteswissenschaftler
- David Johnston (Schwimmer) (* 2001), US-amerikanischer Schwimmer
- David A. Johnston (1949–1980), US-amerikanischer Vulkanologe
- David Albert Lloyd Johnston (* 1956), australischer Politiker
- David Cay Johnston (* 1948), US-amerikanischer Journalist
- David Claypoole Johnston (1798–1865), US-amerikanischer Karikaturist, Illustrator und Schauspieler
- David Emmons Johnston (1845–1917), US-amerikanischer Politiker
- David Russell Johnston (1932–2008), schottischer Politiker
- Denis Johnston (1901–1984), irischer Schriftsteller
- Donald Johnston (Ruderer) (1899–1984), US-amerikanischer Ruderer
- Donald Johnston (Politiker) (1936–2022), kanadischer Rechtsanwalt, Autor und Politiker
- Donald Johnston (Musiker) (* 1929), US-amerikanischer Musiker
- Douglas Johnston, Lord Johnston (1907–1985), schottischer Politiker und Richter
- Douglas H. Johnston (1856–1939), Governor der Chickasaw Nation

### E
- Eddie Johnston (* 1935), kanadischer Eishockeytorwart, -trainer und -funktionär
- Edgar Charles Johnston (1896–1988), australischer Kampfflieger
- Edward Johnston (1872–1944), britischer Kalligraf
- Eric Johnston (1895–1963), US-amerikanischer Geschäftsmann, Kammerfunktionär und Filmfunktionär
- Eva Johnston (1865–1941), US-amerikanische Klassische Philologin

### F
- Frances Benjamin Johnston (1864–1952), US-amerikanische Fotografin und Fotojournalistin
- Frank Johnston (1888–1949), kanadischer Maler und Kunstlehrer
- Fred Johnston (* 1951), nordirischer Autor

### G
- Gabriel Johnston (1698–1752), britischer Politiker, Gouverneur der Province of North Carolina
- George Johnston (Politiker) (1702–1766), britisch-amerikanischer Politiker
- George Johnston (Vizegouverneur) (1764–1823), britischer Marineoffizier, Vizegouverneur von New South Wales
- George Johnston (Naturforscher) (1797–1855), schottischer Naturforscher
- George Johnston (Tlingit) (1884–1972), amerikanischer Trapper und Fotograf indianischer Herkunft, Namensgeber des George Johnston Museums
- George Henry Johnston (1912–1970), australischer Schriftsteller
- Gregory Johnston (Ruderer) (* 1959), neuseeländischer Ruderer
- Greg Johnston (Eishockeyspieler) (* 1965), kanadischer Eishockeyspieler
- Gustav von Johnston (1869–1933), deutscher Rittergutsbesitzer und Hofbeamter

### H
- Harold S. Johnston (1920–2012), US-amerikanischer Chemiker
- Harold Whetstone Johnston (1859–1912), US-amerikanischer Klassischer Philologe
- Harry Johnston (1858–1927), englischer Afrikaforscher, siehe Henry Hamilton Johnston
- Harry Johnston (Fußballspieler, 1871) (1871–1936), schottischer Fußballspieler
- Harry Johnston (Fußballspieler, Nordirland) (fl. 1927–1934), nordirischer Fußballspieler
- Harry Johnston (Fußballspieler, 1919) (1919–1973), englischer Fußballspieler und -trainer
- Harry A. Johnston (1931–2021), US-amerikanischer Politiker
- Henrietta Johnston (um 1674–1729), Malerin in den Dreizehn Kolonien
- Henry Hamilton Johnston (1858–1927), englischer Afrikaforscher
- Henry S. Johnston (1867–1965), US-amerikanischer Politiker
- Herbert Johnston (1902–1967), britischer Langstreckenläufer

### I
- Ian Johnston (Hockeyspieler) (1929–2020), kanadischer Hockeyspieler
- Ian Johnston (Ruderer) (* 1947), australischer Ruderer
- Ian Johnston (Badminton) (* um 1965), kanadischer Badmintonspieler
- Ivan Murray Johnston (1898–1960), US-amerikanischer Botaniker

### J
- James Johnston (Telemarker), US-amerikanischer Telemarker
- James Johnston (Ruderer) (* 1994), britischer Ruderer
- James Howard-Johnston (* 1942), britischer Historiker
- James Finlay Weir Johnston (1796–1855), britischer Chemiker
- James M. Johnston (General) (* 1940), US-amerikanischer Brigadegeneral
- James M. Johnston (Produzent), US-amerikanischer Filmproduzent, Drehbuchautor und Regisseur
- James T. Johnston (1839–1904), US-amerikanischer Politiker
- James Vann Johnston (* 1959), US-amerikanischer Geistlicher, Bischof von Kansas City-Saint Joseph
- Jan Johnston (* 1968), britische Sängerin
- Jennifer Johnston (1930–2025), irische Schriftstellerin
- Jill Johnston (1929–2010), US-amerikanische Autorin und Journalistin
- Jim Johnston (* 1952), US-amerikanischer Komponist und Musiker
- Joanna Johnston, britische Kostümbildnerin
- Joe Johnston (* 1950), US-amerikanischer Designer und Regisseur
- Joey Johnston (* 1949), kanadischer Eishockeyspieler
- John Johnston (1603–1675), europäischer Universalgelehrter
- Josh Johnston (Footballspieler), US-amerikanischer Footballspieler
- John B. Johnston (1882–1960), US-amerikanischer Politiker
- John R. Johnston (1826–1895), US-amerikanischer Historien-, Porträt-, Landschafts-, Panoramen- und Stilllebenmaler sowie Fotograf
- John W. Johnston (1818–1889), US-amerikanischer Politiker
- Johnny J. Johnston (1928–2012), US-amerikanischer Generalleutnant
- Joseph Johnston, bekannt als Joe Johnston (* 1950), US-amerikanischer Designer und Regisseur
- Joseph E. Johnston (1807–1891), amerikanischer General
- Joseph F. Johnston (1843–1913), US-amerikanischer Politiker
- Josiah S. Johnston (1784–1833), US-amerikanischer Politiker
- Julanne Johnston (1900–1988), US-amerikanische Schauspielerin
- Julie Johnston (Schriftstellerin) (* 1941), kanadische Schriftstellerin
- Julie Johnston, Geburtsname von Julie Ertz (* 1992), US-amerikanische Fußballspielerin

### K
- Kate Johnston (* 1988), australische Leichtathletin
- Kate Lý Johnston, US-amerikanische Schauspielerin, Filmproduzentin, Filmeditorin und Model
- Kristen Johnston (* 1967), US-amerikanische Schauspielerin
- Kristy Johnston (* 1965), US-amerikanische Marathonläuferin

### L
- Larry Johnston (* 1943), kanadischer Eishockeyspieler
- Lawrence Johnston (1871–1958), britischer Landschaftsgärtner
- Lawrence Harding Johnston (1918–2011), US-amerikanischer Physiker
- Lee Johnston (Bobfahrer) (* 1972), britischer Bobfahrer und -trainer
- Lee Johnston (Rennfahrer) (* 1989), britischer Motorradrennfahrer
- Lee Johnston (Fußballspieler) (* 1992), US-amerikanischer Fußballtorhüter
- Lucian Johnston, US-amerikanischer Filmeditor
- Lyndon Johnston (* 1961), kanadischer Eiskunstläufer
- Lynn Johnston (* 1947), kanadische Cartoonistin

### M
- Mark Johnston-Allen (* 1968), englischer Snookerspieler
- Marshall Johnston (* 1941), kanadischer Eishockeyspieler, -trainer und -funktionär
- Mary Helen Johnston (* 1945), amerikanische Astronautin
- Max Johnston (* 2003), schottischer Fußballspieler
- Michael Johnston (Schauspieler) (* 1996), US-amerikanischer Schauspieler und Synchronsprecher
- Michael Johnston (* 1999), walisischer Fußballspieler
- Mike Johnston (* 1957), kanadischer Eishockeytrainer
- Mo Johnston (* 1963), schottischer Fußballspieler und -trainer

### N
- Neil Johnston (1929–1978), US-amerikanischer Basketballspieler
- Nelson Johnston (* 1990), kubanischer Fußballspieler
- Nick Johnston (* 1948), schottischer Politiker
- Norma Johnston (1927–2023), australische Cricketspielerin

### O
- Olin D. Johnston (1896–1965), US-amerikanischer Politiker
- Oliver Johnston (1888–1966), britischer Schauspieler
- Ollie Johnston (1912–2008), US-amerikanischer Trickfilmzeichner
- Oswaldo Johnston (1930–2021), guatemaltekischer Ringer

### P
- Paddy Johnston, irischer Motorradrennfahrer
- Phil Johnston (* 1971), US-amerikanischer Drehbuchautor, Filmregisseur und Filmproduzent
- Phillip Johnston (* 1955), US-amerikanischer Saxophonist, Komponist und Bandleader

### Q
- Quentin Johnston (* 2001), US-amerikanischer American-Football-Spieler

### R
- Randy Johnston (* 1956), US-amerikanischer Gitarrist
- Rebecca Johnston (* 1989), kanadische Eishockeyspielerin
- Reginald Fleming Johnston (1874–1938), schottischer Sinologe, Diplomat und Autor
- Richard Johnston (Komponist) (1917–1997), kanadischer Komponist
- Richard Johnston (Radsportler) (1931–2001), neuseeländischer Radsportler
- Richard Johnston (Politikwissenschaftler) (* 1948), kanadischer Politikwissenschaftler
- Richard Fourness Johnston (1925–2014), US-amerikanischer Ornithologe
- Rienzi Melville Johnston (1849–1926), US-amerikanischer Journalist und Politiker
- Rita Johnston (* 1935), kanadische Politikerin
- Robert Johnston (1818–1885), US-amerikanischer Politiker
- Robin Knox-Johnston (* 1939), britischer Einhandsegler
- Ron Johnston (1942–2024), kanadischer Jazzmusiker
- Ron Johnston (Geograph) (1941–2020), britischer Geograph
- Ross Johnston (* 1994), kanadischer Eishockeyspieler
- Rowland Louis Johnston (1872–1939), US-amerikanischer Politiker
- Ryan Johnston (* 1992), kanadischer Eishockeyspieler

### S
- Sam Johnston (Fußballspieler, 1866) (Samuel James Johnston; 1866–1910), irischer Fußballspieler
- Sam Johnston (Fußballspieler, 1869) (Samuel Johnston; 1869–??), irischer Fußballspieler
- Samuel Johnston (1733–1816), US-amerikanischer Politiker
- Sandra Johnston (* 1968), irische Performancekünstlerin
- Sarah Iles Johnston (* 1957), US-amerikanische Klassische Philologin
- Shaun Johnston (* 1958), kanadischer Schauspieler
- Sherwood Johnston (1927–2000), US-amerikanischer Automobilrennfahrer
- Stevie Johnston (* 1972), US-amerikanischer Boxer
- Sue Johnston (* 1943), britische Schauspielerin

### T
- Thomas Johnston (1881–1965), britischer Politiker (Labour Party)
- Thomas D. Johnston (1840–1902), US-amerikanischer Politiker
- Thomas Harvey Johnston (1881–1951), australischer Zoologe
- Tim Johnston (1941–2021), britischer Langstreckenläufer
- Tom Johnston (* 1948), US-amerikanischer Sänger und Gitarrist
- Tommy Johnston (1927–2008), schottischer Fußballspieler

### V
- Verna Johnston (1930–2010), australische Sprinterin und Weitspringerin

### W
- Walter E. Johnston (1936–2018), US-amerikanischer Politiker
- Warren Johnston (* 1935), neuseeländischer Radrennfahrer
- Wayne Johnston (* 1958), kanadischer Schriftsteller
- William Johnston (Politiker) (1819–1866), US-amerikanischer Politiker (Ohio)
- William Johnston (Goldküste), britischer Gouverneur von Ghana
- William Johnston (1894–1946), US-amerikanischer Tennisspieler, siehe Bill Johnston
- William Drumm Johnston (1899–1972), US-amerikanischer Geologe
- William Freame Johnston (1808–1872), US-amerikanischer Politiker
- William H. Johnston (1861–1933), US-amerikanischer Generalmajor
- William M. Johnston (* 1936),  US-amerikanischer Historiker
- Willie Johnston (* 1946), schottischer Fußballspieler
- Wyatt Johnston (* 2003), kanadischer Eishockeyspieler

### Z
- Zoë Johnston (Zed J), britische Singer-Songwriterin

## Sonstiges
- Johnston ist der Name eines ursprünglich aus Schottland stammenden deutschen Adelsgeschlechts, das vor allem in Schlesien begütert war.